# Tom Søndergaard
Tom Søndergaard (* 2. Januar 1944 in Kopenhagen; † 16. Juni 1997 in Frederikssund) war ein dänischer Fußballspieler.

## Karriere

### Verein
Søndergaard startete seine Vereinskarriere im Seniorenbereich 1962 als Amateurspieler in seiner Geburtsstadt bei B.93 Kopenhagen in der zweiten dänischen Liga. 1963 stieg er mit seinem Klub in die  höchste Spielklasse auf. Nach zwei Spielzeiten in der ersten Liga folgte 1965 der Abstieg.
1968 wechselte er zu SK Rapid Wien, wo er auf seinen Landsmann und Sturmpartner Jørn Bjerregaard traf. In der Saison 1968/69 erreichte er mit Rapid im Europapokal der Landesmeister das Viertelfinale und gewann den nationalen Pokal. Im Finale wurde Søndergaard jedoch nicht eingesetzt.
Zur Saison 1969/70 verpflichtete ihn Ajax Amsterdam. Mit Ajax gewann er 1970 das Double aus Meisterschaft und Pokalsieg. Im Pokalwettbewerb steuerte er im Viertel- und Halbfinale jeweils einen Treffer bei und stand auch in der siegreichen Finalmannschaft. Nachdem er in der Eredivisie nur auf sechs Einsätze ohne Torerfolg gekommen war, wechselte er nach nur einer Spielzeit in die französische Division 1 zum FC Metz. 1972 kehrte Søndergaard in seine Heimat zurück und ließ seine Karriere bei Hellerup IK ausklingen.

### Nationalmannschaft
Zwischen 1964 und 1967 bestritt Søndergaard 19 Spiele für die dänischen Nationalmannschaft, in denen er vier Tore erzielte. Søndergaard stand im dänischen Aufgebot für die Endrunde der Fußball-Europameisterschaft 1964, wurde aber nicht eingesetzt. Dänemark verlor das Halbfinale sowie das Spiel um den 3. Platz.
Nach seinem Wechsel in das Profilager zu Rapid Wien wurde Søndergaard nicht mehr für die Nationalmannschaft berücksichtigt, da der dänische Verband den Einsatz von Profis erst 1971 gestattete.

## Erfolge
- Österreichischer Pokalsieger: 1969
- Niederländischer Meister: 1970
- Niederländischer Pokalsieger: 1970